# Remstalquellen
Die Remstalquellen sind mehrere Mineralquellen im unteren Remstal.

## Geschichte

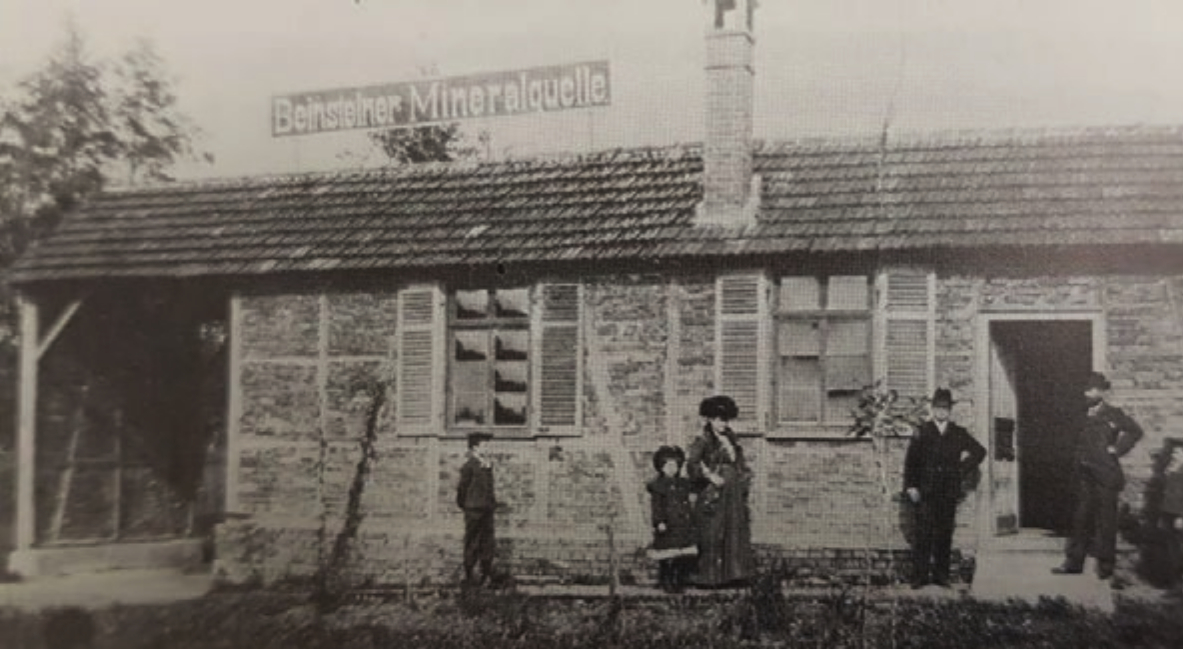
Betriebsgebäude der Beinsteiner Mineralquelle um 1910

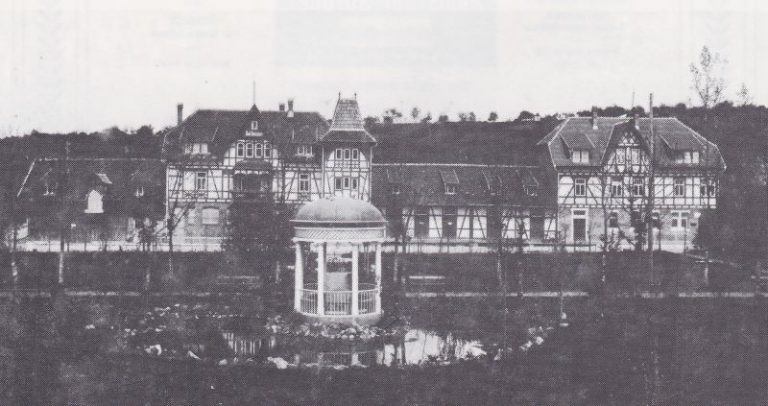
Beinsteiner Kurbad um 1914

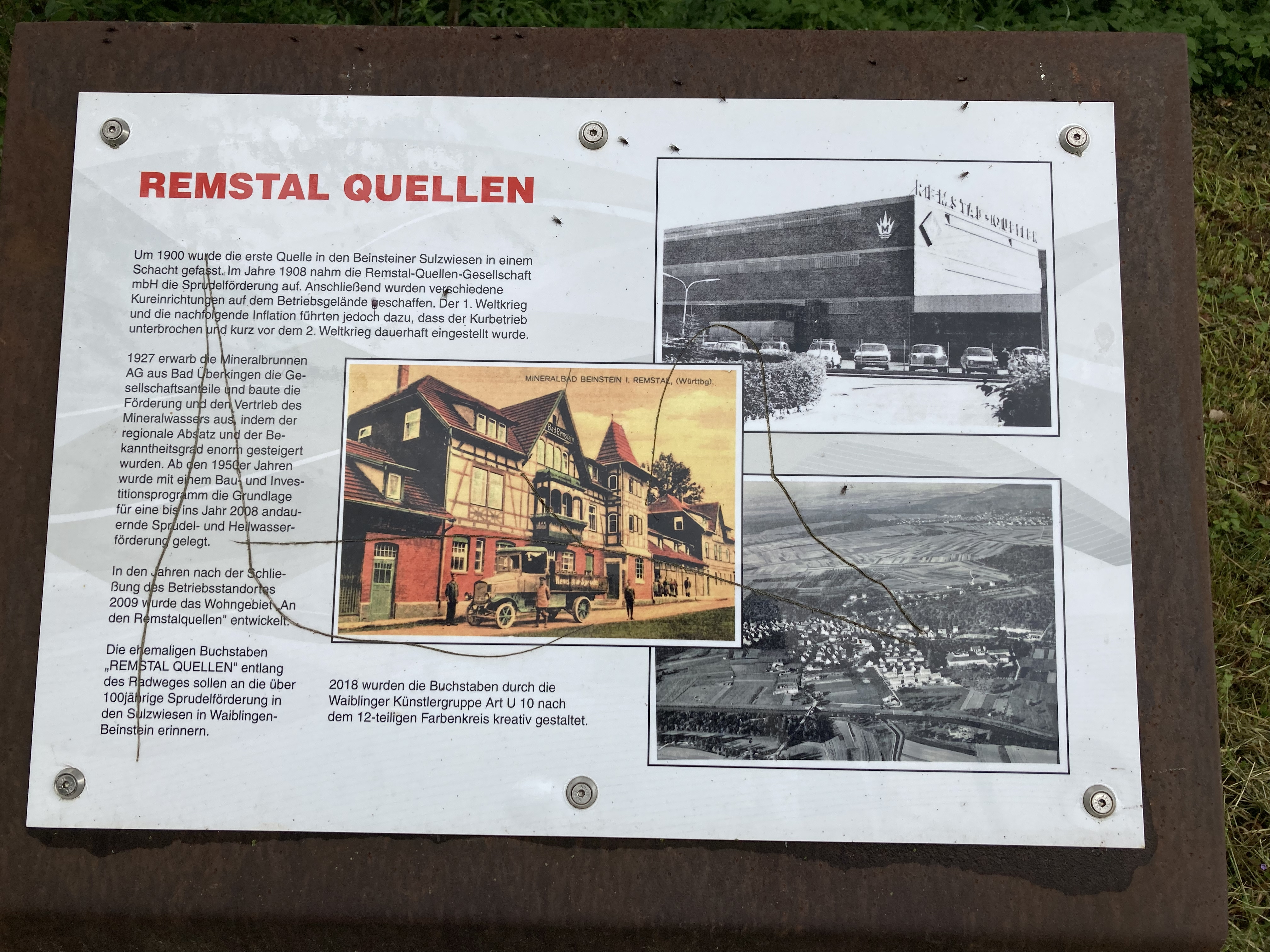
Informationsschild an der Rems

Bereits 1442 im Spätmittelalter wurde überliefert, dass dem Beinsteiner Salzbrunnen im Gewann Sulzwiesen Heilwasser entnommen wurde. Diese Nutzung setzte sich bis 1865 fort.
In Neustadt wurde 1684 eine Mineralquelle gefunden und 1710 erstmals gefasst. Dort entstand dann das Bad Neustädtle.
1836 wurde eine Mineralquelle in Endersbach in den Auchtwiesen ergraben. Sie wurde allerdings im Laufe der Jahre wieder verdeckt, Hebungsversuche aus dem Jahre 1905 waren erfolglos. Eine andere Quelle, die „Endersbacher Mineralquelle“, welche direkt in die Rems abfloss, wurde 1908 an das Mineralbad Beinstein verkauft und blieb dann ungenutzt.
1898 füllte man erstmals Mineralwasser aus Beinstein in Krüge ab. 1900 wurde die sogenannte Elisabethenquelle in den Sulzwiesen in einem Schacht gefasst und ab 1908 ihr Wasser von der neu entstandenen Remstal-Quellen-Gesellschaft gefördert.
1914 wurde in Beinstein ein Kurbad mit Kurpark eingerichtet. Es bestand bis 1940.
1927 wurde die Remstalquellen GmbH von der Mineralbrunnen AG übernommen. 1986 hatte die Quelle eine Abfülleistung von rund 100.000 Flaschen in der Stunde und ein tatsächliches Abfüllvolumen von mehr als 100 Millionen Füllungen im Jahr. Dieses Wasser mit einem Natriumanteil von 496,7 mg/l wurde unter dem Namen Remstal-Sprudel als Mineralwasser vermarktet. 2009 wurde die Quelle geschlossen. 2013 wurde das Fabrikgebäude mit dem charakteristischen, 42 Meter hohen Ziegelschornstein abgebrochen und das Gelände anschließend mit Wohnhäusern überbaut.
1971 wurde eine weitere Mineralwasserquelle in Endersbach entdeckt. Ihr Schüttung wurde 1973 bis 2008 für das Endersbacher Mineralhallenfreibad Cabrio genutzt.
Im Rahmen der Remstal Gartenschau 2019 stellte die Waiblinger Künstlergruppe ART U ZEHN an der Rems vom Lagergebäude der Sprudelabfüllung stammende, 2,2 m hohe und von den Künstlern mit verschiedenen Motiven bemalte Buchstaben auf, die sich zum Namen REMSTAL QUELLEN fügen, womit an die über 100-jährige Geschichte der Mineralwasserförderung in Beinstein erinnert werden sollte.

## Geologie
Die Quellen liegen nahe einer Landschaftsterrasse im unteren Remstal, die im Rahmen des Remstalgrabenbruchs im Laufe der letzten 100 Millionen Jahre entstand.
Dort gab es vor der 1936 bis 1938 vorgenommenen Rems-Begradigung zwischen Großheppach und Waiblingen mehrere natürliche und erbohrte Mineralwasseraustritte. Wegen der Absenkung des Grundwasserspiegels nach der Begradigung sind solche Mineralwasseraustritte heute nur noch im Remsbett bei Niedrigwasser oder Eis (aufgrund des Temperaturunterschieds) sichtbar.
Das Grundwasser, das sich nahe der Oberfläche befindet, ist ebenfalls mineralisiert. Die Remsaue zwischen dem Endersbacher Ortsteil Trappeler und Großheppach gilt als eines der größten Mineralwasservorkommen Deutschlands.
Auf Weinstädter Gebiet wurden 30 Austrittsstellen erschlossen, untersucht und dokumentiert.